# Cityterminalen

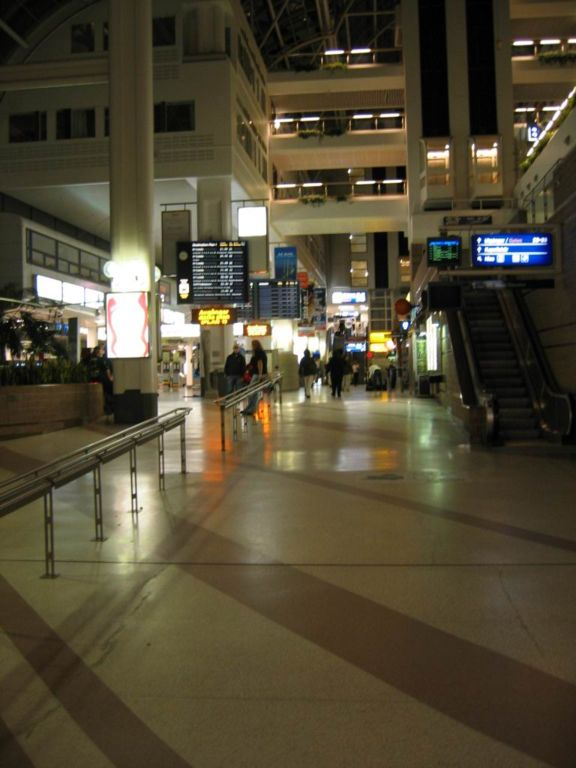
Cityterminalen – wnętrze

Cityterminalen – centralny dworzec autobusowy w Sztokholmie, położony pomiędzy wiaduktem Klarabergsviadukten a mostem Kungsbron, połączony przejściem podziemnym z Dworcem Centralnym i przystankiem metra T-Centralen. Razem z Dworcem Centralnym stanowi centrum podróży w stolicy kraju. Większość linii dalekobieżnych prowadzących przez Sztokholm ma tu swoje przystanki. Odjeżdżają stąd autobusy na lotniska i do promów. Znajdują się tu również przystanki linii miejskich 861C i 862.
Budowę dworca rozpoczęto 3 czerwca 1985 a zakończono 20 stycznia 1989.
Cityterminalen jest połączony w jeden kompleks z pobliskim World Trade Center Sverige. Został zaprojektowany przez architekta Ralpha Erskine’a.
Cityterminalen został w 2007 sklasyfikowany przez Stockholms Stadsmuseum jako tzw. zielony budynek (szw. grön byggnad). Oznacza to, iż przedstawia on wartość z historycznego, kulturowo-historycznego, środowiskowego lub artystycznego punktu widzenia.
W okresie od 9 sierpnia 2010 do lata 2011 będą prowadzone prace mające na celu integrację Dworca Centralnego z Cityterminalen.